# なべタクシー
有限会社なべタクシーは、広島県呉市警固屋（けごや）に本社を置く、タクシー・バス事業者である。一般タクシー事業および貸切バス事業を行うほか、呉市のコミュニティバス「呉市生活バス」および乗合タクシー「呉市乗合タクシー」の運行も受託している。

## 沿革
- 1960年8月22日 - 会社設立[1]。
- 2010年7月7日 - 呉市乗合タクシーの警固屋地区乗合タクシー「おでかけバス」運行受託開始[6]。
- 2014年4月1日 - 呉市生活バス「音戸さざなみ線」運行受託開始。
- 2019年10月1日 - 呉市生活バス「田原藤の脇線」運行受託開始。

## 事業所
- 本社
  - 広島県呉市警固屋4丁目5-13[1][2]
- 音戸営業所[1]
  - 広島県呉市音戸町坪井1丁目1-24
- 波多見営業所[1]
- 倉橋営業所[1]
  - 広島県呉市倉橋町松原887-3
- 早瀬営業所（広電バス呉中央営業所警固屋出張所早瀬車庫と共用）
  - 広島県呉市音戸町早瀬1丁目8-51
  - 2012年4月1日に実施された呉市営バスから広電バスへの完全民間移譲にあたり、本浦車庫を引き継がなかったため、2011年に廃校になった呉市立早瀬小学校のプール部分を取り壊して設置された。2014年4月1日に音戸さざなみ線が、2019年10月1日に田原藤の脇線が、それぞれなべタクシーが運行受託する呉市生活バスに移管されたため、路線は呉市生活バスのみとなったが、現在[いつ?]でも広電バスと車庫は共用となっている。なお、広電バスは早瀬大橋と藤の脇（波多見経由）、釣士田南、本浦、桂浜・温泉館との間で回送での送り込みが行われている。

## 呉市生活バス
呉市のコミュニティバス「呉市生活バス」のうち、音戸地区の2路線「音戸さざなみ線」と「田原藤の脇線」を運行受託する。

### 路線
音戸さざなみ線
- 早瀬大橋 - 田原 - 清盛塚 - 音戸市民センター - 高須 - 波多見 - 藤の脇（波多見経由）
  - 藤の脇（波多見経由）と藤の脇（田原経由）は約400m離れている。

田原藤の脇線
- 鍋桟橋 - 音戸渡船口 - 田原 - 早瀬大橋 - 藤の脇（田原経由）
  - 早瀬大橋止まりも存在する。
  - 藤の脇（田原経由）と藤の脇（波多見経由）は約400m離れている。

### 直通乗継割引制度
「田原藤の脇線」については、PASPYで呉市街方面の広電バスに乗り換えることで、直通乗継割引運賃が適用される。対象となるのは、鍋桟橋で呉市生活バス田原藤の脇線（藤の脇（田原経由） - 鍋桟橋）と広電バス（鍋桟橋 - 呉駅前）を1時間以内に乗り継ぐ場合。PASPY以外の交通系ICカード、通常乗車券や現金の場合は対象外。

## 呉市乗合タクシー

### 警固屋地区乗合タクシー「おでかけバス」
呉市内の警固屋地区・鍋地区で、乗合タクシー「おでかけバス」を運行受託する。
運行開始時は呉市内のNPO法人「けごや元気丸」が運行主体となってなべタクシーに運行を委託し、愛称も「元気丸」だったが、2020年4月1日をもって「けごや元気丸」は解散した。NPO法人の解散後も「おでかけバス」の運行は継続されている。
2023年9月時点の運行内容・経路は以下のとおり。

#### 運行内容
- 運行日は、月曜日・水曜日・金曜日（ただし祝日は運休）[7]。1日4便運行[7]。
- 運賃は、1乗車につき大人150円、小人80円[7]。
- 専用回数券（11枚綴）を1,500円で発売している[7]。

#### 経路
- 警固屋4丁目 → 警固屋1丁目 → 的場1丁目 → 的場5丁目 → 警固屋6丁目 → 警固屋4丁目[7]

#### 車両
- 専用車両は1台で、10人乗りジャンボタクシーを使用する。

## グループ会社
- 有限会社野呂山タクシー[1] - タクシー・貸切バス[11]。呉市生活バスも運行受託する[5]。
- 株式会社つばきコーポレーション[1] - 人材派遣業[12]